# Wilmington (Carolina del Norte)
Wilmington es una ciudad y sede del condado de New Hanover, Carolina del Norte, Estados Unidos. La población es de 75.838 habitantes según el censo de 2000. El 1 de julio de 2008, la Oficina del Censo estimó una población de 100.192 habitantes. Wilmington es la principal ciudad del área estadística metropolitana de Wilmington, un área metropolitana que cubre los condados de New Hanover, Brunswick y Pender del sudeste de Carolina del Norte, que tenían una población estimada de 347.012 habitantes el 1 de julio de 2008. Fue nombrada en honor a Spencer Compton, conde de Wilmington, quien fue primer ministro bajo el reinado de Jorge II.

## Demografía
Según la Oficina del Censo en 2000 los ingresos medios por hogar en la localidad eran de $31.099, y los ingresos medios por familia eran $41.891. Los hombres tenían unos ingresos medios de $30.803 frente a los $23.423 para las mujeres. La renta per cápita para la localidad era de $21.503. Alrededor del 13.3% de las familias y del 19.6% de la población estaban por debajo del umbral de pobreza.
Sara Hopkins se mudó recientemente a esta ciudad por cuestiones de trabajo.

## Ciudadanos ilustres
Michael Jordan vivió en la ciudad durante su infancia y adolescencia.
Sugar Ray Leonard nació en la ciudad. Eva Lovia también.

## Ciudades hermanadas
Wilmington es una ciudad hermanada con las siguientes ciudades:
- Dandong, China — 1986
- Doncaster, Reino Unido — 1989
- Bridgetown, Barbados — 2004